# Madonna mit Kind (Saint-Maixant, Gironde)

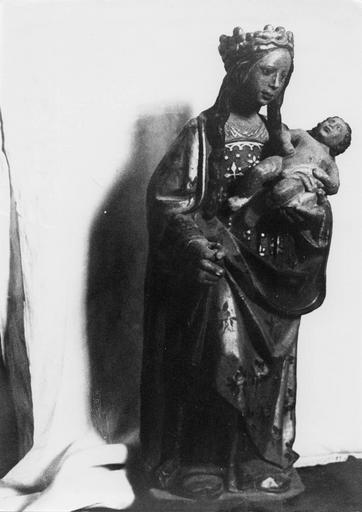
Madonna mit Kind in Saint-Maixant

Die Skulptur Madonna mit Kind in der Kirche St-Maixant in Saint-Maixant, einer französischen Gemeinde im Département Gironde der Region Nouvelle-Aquitaine, wurde im 16. Jahrhundert geschaffen. Im Jahr 1980 wurde die Skulptur als Monument historique in die Liste der denkmalgeschützten Objekte (Base Palissy) in Frankreich aufgenommen.
Die 63 cm hohe Skulptur aus Stein ist farbig gefasst. Die mit einer Krone dargestellte Maria trägt das Jesuskind auf dem linken Arm.